# Camila Meza
Camila Meza Bernstein (nacida el 22 de julio de 1985 en Santiago de Chile) es una cantante, guitarrista y compositora de género jazz.

## Carrera
En 2004 se convirtió en una de las voces jóvenes escogidas por el pianista Moncho Romero para actuar en las temporadas de swing en el Hotel Sheraton. Experimentó una escalada muy rápida de liderazgo de tríos con el contrabajista Pablo Menares y el baterista Andy Baeza, cuartetos con el trompetista Sebastián Jordán, y quintetos con el tenorista Claudio Rubio y el pianista Pablo Bruna. Al obtener una beca el 2009 en la New School for Jazz and Contemporary Music, se trasladó a Nueva York en donde reside actualmente.

## Discografía

### Como solista
- Skylark (2007)
- Retrato (2009)
- Prisma (2013)
- Traces (2016)
- Ambar (2019)

### Colaboraciones
- Grandes Momentos del Jazz Chileno (2008)
- Victor en Colores (2014)

## Reconocimientos
A lo largo de su carrera ha recibido diversos reconocimientos de la prensa, tanto chilena como norteamericana.
New York Times (Nueva York):
A jazz troubadour from Santiago, Chile, and a welcome presence in New York over the last six years, Camila Meza has a breakthrough album in “Traces,” her first on Sunnyside. Primarily a collection of her springlike songs, with lyrics in English or Spanish, it also features an instructive choice of covers — by the Chilean artist-activist Víctor Jara, the Brazilian pop star Djavan, and the wily American tunesmiths Stephen Sondheim and Jon Brion. Ms. Meza brings an appealing combination of lightness and depth to all the material, singing in a bright, clear voice against the agile stir of a first-rate band. Her improvising, on electric or acoustic guitar, is serious business: On the title track, she fashions a solo of sleek, escalating momentum, in a style traceable to the postbop lodestar Kurt Rosenwinkel. And as a lyricist, she’s earnest but not saccharine — even when she blends smoothly with another singer, Sachal Vasandani, on “Away,” a lite-samba. “There’s no end when love is real,” they suggest. “I keep dreaming." -Nate Chinen NY TIMES 2/17/16